# Crocq (Creuse)
Crocq è un comune francese di 477 abitanti situato nel dipartimento della Creuse nella regione della Nuova Aquitania.

## Società

### Evoluzione demografica
Abitanti censiti